# 神戸屋

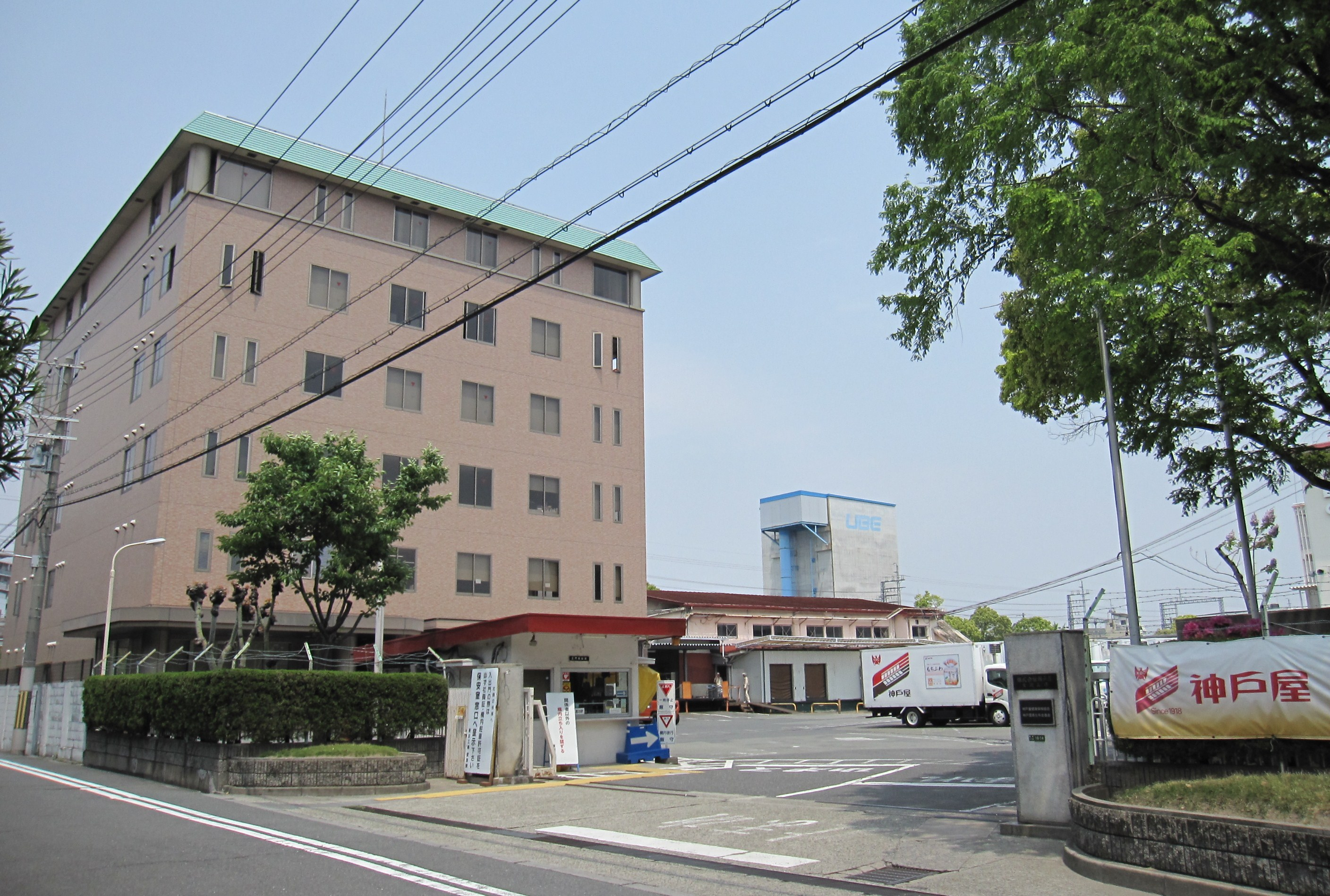
神戸屋旧本社
（現在はYKベーキングカンパニー本社）

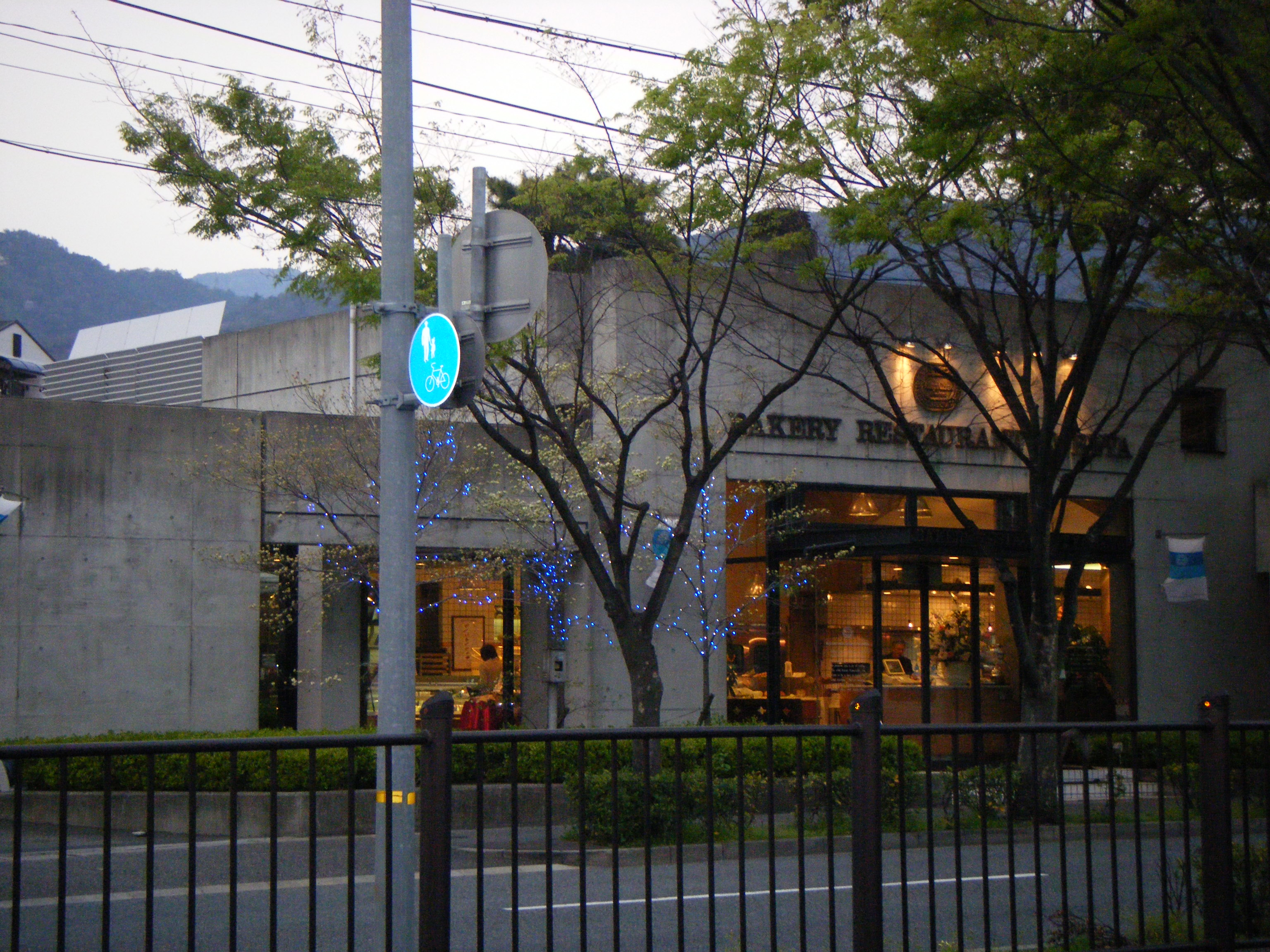
神戸屋レストラン 芦屋店（兵庫県芦屋市）

株式会社神戸屋（こうべや、英: KOBEYA BAKING CO., LTD.）は、大阪府豊中市新千里西町に本社を置く、パンや洋菓子の製造・販売を行うとともにレストランなどを経営する、日本の製パン業者・フードサービス企業である。創業は1918年（大正7年）。社是は「Fresh&Pure」。かつては包装パン・デリカ食品の製造販売事業も行っていたが、2023年2月1日に山崎製パンへの事業譲渡の準備のため株式会社YKベーキングカンパニー（YKBC）に分社化され同年3月31日に譲渡された（後述）。

## 概要
「神戸屋フレッシュベーカリー」という小規模店舗での焼きたてパン小売を直営、フランチャイズで展開するなど、老舗、「焼きたてパン」というブランドイメージを活かした経営を行っている。
2023年2月28日（後に同年3月31日に変更）付で、包装パン・デリカ食品の製造販売事業を、神戸屋が設立した新会社へ会社分割で譲渡した上で、その株式を山崎製パンへ譲渡。それに先立ち2023年2月1日に株式会社YKベーキングカンパニーを設立し包装パン・デリカ食品の製造販売事業を分社化し、本社を大阪市東淀川区から大阪府豊中市に移転。
2023年12月1日に神戸屋レストランを吸収合併し、神戸屋レストランが手掛けていたレストラン事業を引き継いだ。
スポーツ用品販売業の神戸屋スポーツ（神戸屋運動具店）とは無関係。

## 沿革
神戸屋の由来は、創業者の桐山政太郎が神戸の製パン会社に勤めていた際に、大阪で「神戸パン」という名称で販売を行ったことからであり、その後1918年（大正7年）に政太郎が独立したのと同時に本社を大阪に置いた。
（年表の出典）
- 1918年 - 大阪出入橋に神戸屋合資会社が創業
- 1928年 - 従来のホップス種からイースト菌を使用する製パン方法に日本で初めて成功
- 1933年 - 福島工場が竣工、「東洋一の大工場」と称され、当時のアメリカの業界紙「ベーカーズ・ウィークリー」に掲載される。
- 1954年 - 液体発酵法を導入し、本格的な大量生産が始まる
- 1973年 - 冷凍パン生地事業を開始
- 1975年 - ベーカリーレストラン1号店を西宮市に出店し、フードサービス事業に進出
- 1981年 - 静岡県浜松市の製パン業「株式会社マルト」と提携（その後「マルト神戸屋」へ商号変更）
- 1986年 - 島根県松江市の製パン業「マツヤベーカリー」と提携（その後「マツヤ神戸屋」へ商号変更）
- 1989年 - 関西フレッシュベーカリー事業部（現：フレッシュベーカリー事業）誕生。駅中ビジネスへ参入。
- 1991年 - 米飯事業に本格進出
- 1996年 - 明治製菓（現：明治）系の明治パンを買収（その後「神戸屋東京工場」へ商号変更）
- 1997年 - 独自製法でイーストフード・乳化剤を排した「神戸屋づくり」シリーズを発売
- 2001年 - イーストフード・乳化剤を加えない「湯種」食パンを発売
- 2017年8月4日 - 大阪市梅田の「フレッシュベーカリー神戸屋阪神梅田駅店」（後に閉店）で、この店の男性パート従業員が近隣店の女性パート従業員をパン切り包丁で切りつける事件が発生[6]。
- 2022年8月26日 - 包装パン・デリカ食品の製造販売事業を、神戸屋が設立する新会社へ会社分割で譲渡する予定であると同時に、新会社の株式を同業会社の山崎製パンに譲渡することを発表[7][8]。
- 2023年
  - 2月1日 - 包装パン・デリカ食品の製造販売事業を新設した株式会社YKベーキングカンパニーに分社化、本社を大阪市東淀川区から大阪府豊中市に移転（旧本社はYKベーキングカンパニーの本社になった）[9]。
  - 3月31日[10] - 株式会社YKベーキングカンパニーを山崎製パンに譲渡しグループ離脱[11]。
  - 12月1日 - 株式会社神戸屋レストランを吸収合併[12]。

## 過去の主な商品（2023年2月1日以降はYKベーキングカンパニーの商品）

### 食パン
- 湯種（ゆだね）

イーストフードや乳化剤などの添加物を一切使用しない、こだわり製法の食パン。もっちりとした食感が特徴。販売終了。
- のどごし食パン

朝食向けに開発された食パン。
- 朝からさっくり食パン

クロワッサンの製法で作られた、さっくりした食感が特徴の食パン。
- もちふわ食パン

2011年発売。イーストフード・乳化剤無添加。もっちりしていてふんわりとした食感が特徴。CMには芦田愛菜が出演。
- 円熟

半円型の形状の食パン。ゆりかご製法で作られており、さっくりした軽い食感が特徴。
全粒粉入りの商品の他、レーズン、五穀入りのものがある。

### 菓子パン
- フランスシリーズ

1975年から発売が開始された、ロールパンにミルククリームをサンドした菓子パン。ミルク・チョコレート・カスタード・アーモンドクリームなどのフレーバーがある。
- 丹念熟成シリーズ

あんパンのような形状のパン。つぶあんやこしあんに加え、クリーム、イチゴジャム、チョコレート、ブルーベリージャムなどのフィリングがある。
- サンミーシリーズ

期間限定商品でヨンミーや、関西の番組とコラボした商品が定期的に発売され、関西のお土産としても喜ばれる。
- メロンパン
- しっとりバターマフィンシリーズ

### 惣菜パン
- カレーパン
- ハムマヨ

2001年から発売が開始された、ランチタイムの定番パン。ロールパンにハムとマヨネーズをサンド。
- ソーセージマヨ
- たまマヨ
- ラクふわパック

山崎製パンの『ランチパック』に似た形のランチパン。
- ラクふわサンド

## 主な事業所
- プロダクション・ベース千葉（旧：千葉工場）：千葉県大網白里市
- プロダクション・ベース兵庫（旧：土山工場 → フローズン土山製造）：兵庫県加古郡稲美町（兵庫県道514号志染土山線沿い、日立建機の向かい側）
- プロダクション・ベース大阪（旧：フローズン大阪製造）：大阪府寝屋川市
- プロダクション・ベース東京（旧：サテライト南町田） ： 東京都町田市

## 譲渡されたYKベーキングカンパニーの事業所と関連会社
- 関東本部：神奈川県海老名市[2]
- 東淀工場：大阪市東淀川区[2]
- 寝屋川工場：大阪府寝屋川市
- 海老名工場：神奈川県海老名市
- 東京工場：埼玉県戸田市
- YKマルト（旧：マルト神戸屋）-（静岡県浜松市中央区）
- YKタイヨー（旧：タイヨー神戸屋）-（香川県坂出市）
- YKマツヤ（旧：マツヤ神戸屋）-（島根県松江市）
- YK浜松デリカ（旧：浜松デリカ）- 静岡県浜松市
- YKロジスティックス（旧：神戸屋ロジスティックス、東京にあるYKロジスティクス株式会社とは無関係）- 大阪市東淀川区

## テレビ番組
- 日経スペシャル カンブリア宮殿 "日本人にもっとパンを！"パンを世に広めた企業の挑戦（2012年5月17日、テレビ東京）[13]

## CM出演者
- 芦田愛菜（もちふわ食パン、2011年）